# 五眼井
五眼井，位于中国广东省广州市荔湾区下九路西来初地西来后街，为广州市的一个市、县级文物保护单位，类型为古建筑，公布时间为2002年7月。
五眼井的历史年代为清代。